# Anello Le Verrier
L'Anello di Le Verrier insieme all'Anello Adams è uno dei due più brillanti anelli di Nettuno. Fu documentato dalla sonda Voyager II nel 1989.

## Nome
Il nome gli è stato assegnato in onore dell'astronomo francese Urbain Le Verrier, che scoprì Nettuno usando solo calcoli matematici e osservazioni astronomiche precedenti.

## Caratteristiche
Si ritiene che giaccia ad una distanza di 53200 Km dal pianeta e che lo profondità ottica sia di 0,002 mentre lo spessore verticale della struttura sia di circa 15 km. 
La natura fisica degli anelli è tuttora sconosciuta, ma si tratta di materiale molto scuro..

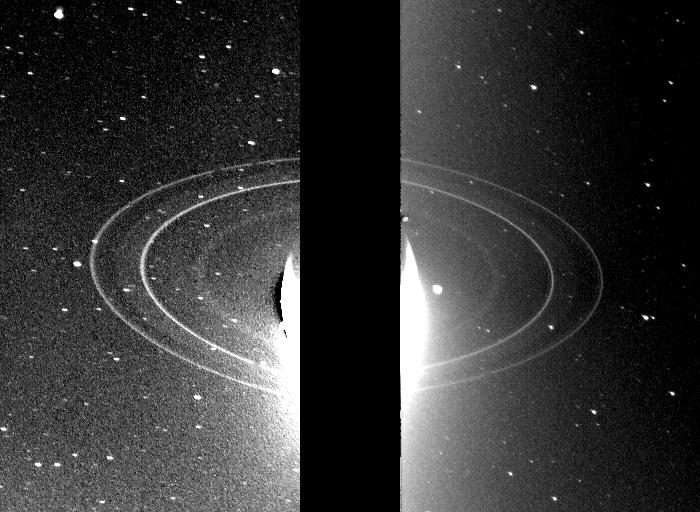
Gli anelli di Nettuno ripresi dal Voyager